# Arturo Beristáin
Arturo Beristain Bravo es un actor mexicano de cine, teatro y televisión.

## Biografía y carrera
Es hijo de los fallecidos actores Luis Beristáin y Dolores Beristáin. Tiene un hermano, Francisco y un medio hermano, Gabriel. Siguiendo los pasos de sus padres estudió actuación en la Escuela Nacional de Arte de Teatral del INBA. Es a partir del 2016 parte del Sistema Nacional de Creadores como parte de la Categoría Actores de Número. Inició su carrera como actor en 1968 en teatro al actuar en la puesta de escena de "Locura de amor".
Ha participado en gran cantidad de cintas como Los días del amor, El castillo de la pureza (por la que fue galardonado con el Premio Ariel a Mejor Coactuación Masculina), Actas de Marusia, Las poquianchis, Cuartelazo, María de mi corazón, Veneno para las hadas, Los vuelcos del corazón y Zapata, el sueño del héroe, entre muchas otras. En televisión ha intervenido en telenovelas como La gloria y el infierno, Senda de gloria, Atrapada, El candidato y Como en el cine entre otras.
Es desde 2008 miembro estable del elenco de la Compañía Nacional de Teatro que dirige el maestro Enrique Singer, ha formado parte de diversas puestas en escena como Ser es ser visto, Edip en Colofón, Horas de gracia y Una vez más por favor, Conferencia sobre la lluvia, entre muchas otras.
En 2011 participó en el programa "Leo, luego existo", el cual fue promovido por el INBA y en donde viajando por las ciudades más importantes del país se buscaba fomentar la lectura por medio de famosos textos, poemas y obras de teatro de reconocidos dramaturgos y literatos de fama mundial como Anton Chejov, Juan Rulfo y Ramón López Velarde.

## Filmografía

### Películas
- Ruido (2022) Papá de Gertrudis (Ger)
- Las armas del alba (2015)
- No quiero dormir sola (2011) ... Papá de Amanda
- El atentado (2010) .... Porfirio Díaz
- Catarsis (2010) .... El Director
- Pentimento (2009)
- La purísima (2008) .... Don Julián
- De causas y azares (2007)
- Desde el espejo (2007)
- Santos peregrinos (2004) .... Tocino
- Zapata, el sueño del héroe (2004) .... González
- Operación dragón (1998)
- Los vuelcos del corazón (1996)
- Perdóname todo (1995)
- Breve historia de un amor casual (1993)
- Una moneda en el aire (1992)
- Espejismos y ceremonias (1990)
- La chica de la piscina (1987) .... Javier
- Mal de piedra (1986)
- Amanecer (1984)
- Las apariencias engañan (1983)
- Crónica íntima (1979)
- María de mi corazón (1979)
- El mar (1977)
- Cuartelazo (1977) .... Sebastián Quiroga
- Las poquianchis (1976)
- La vida cambia (1976)
- Actas de Marusia (1976) .... Arturo
- La otra virginidad (1975)
- El santo oficio (1974) .... Baltasar
- El castillo de la pureza (1973) .... Porvenir
- Los días del amor (1973) .... Gabriel Icaza

### Telenovelas
- El ángel de Aurora (2024-) .... Pepe
- Las Bravo (2014-2015) .... Don Chuy #2
- Deseo prohibido (2008) .... Roberto Valle
- Amor en custodia (2005)
- La otra mitad del sol (2005)
- La heredera (2004-2005) .... Álvaro Domínguez
- Súbete a mi moto (2002) .... Lic. David Díaz
- Como en el cine (2001) .... Francisco De La Riva
- El amor no es como lo pintan (2000-2001) .... Gerardo Ramírez
- El candidato (1999-2000) .... Fortunato Santaella
- Azul tequila (1998-1999) .... Justino Vidal
- Azul (1996) .... Gustavo Galván
- Atrapada (1991-1992) .... Eduardo
- El extraño retorno de Diana Salazar (1988-1989) .... Ronaldo de Juan
- Senda de gloria (1987) .... Lázaro Cárdenas
- La gloria y el infierno (1986) .... Madrigal
- Mi amor frente al pasado (1979)
- Santa (1978)
- Corazón de dos ciudades (1969)

### Series de TV
- La Máquina (2024) .... Hernan Perez-Padilla[3]
- Midnight Family (2024) .... Dr. Mario Alonso[4]
- Réquiem por Leona Vicario (2015) .... Presidente Antonio López de Santa Anna
- Cambio de vida (2008)
- Cuentos para solitarios (1999) .... Adolfo (episodio "La suerte no llega sola")

## Teatro
Con la CNT (Compañía Nacional de Teatro):
- Conferencia sobre la lluvia
- Los grandes muertos
- Una vez más, por favor
- La sangre de Antígona
- El arrogante español
- Natán el sabio
- Horas de gracia
- Edipo en Colofón
- El trueno dorado
- Ser es ser visto
- Ni el sol ni la muerte pueden mirarse de frente
- Locura de amor (1968)

Con la UNAM:
- ¿Y con Nausistrata qué?

## Premios
Premio Arlequín 1998 "Arturo Beristáin (trayectoria en Cine, Televisión y Teatro)".